# Perrierodendron
Perrierodendron é um género botânico pertencente à família Sarcolaenaceae.
1. ↑  «Perrierodendron — World Flora Online». www.worldfloraonline.org. Consultado em 19 de agosto de 2020